# To Win-Josan Cycling Team/Saison 2013
Dieser Artikel listet Erfolge und Fahrer des Radsportteams To Win-Josan Cycling in der Saison 2013 auf.

## Erfolge in der UCI Europe Tour
| Datum    | Rennen     | Kat. | Fahrer          |
| -------- | ---------- | ---- | --------------- |
| 10. März | Kattekoers | 1.2  | Jérôme Baugnies |

## Mannschaft
| Name                        | Geburtstag        | Nationalität           | Team 2012                        |
| --------------------------- | ----------------- | ---------------------- | -------------------------------- |
| Jérôme Baugnies             | 1. April 1987     | Belgien                | Team NetApp                      |
| Garrit Broeders             | 20. August 1990   | Belgien                | Bofrost-Steria                   |
| Giovanni De Merlier         | 1. Dezember 1992  | Belgien                | Neoprofi                         |
| Steven Doms                 | 23. Februar 1987  | Belgien                | Neoprofi                         |
| Elroy Elpers                | 14. Oktober 1993  | Belgien                | Neoprofi                         |
| Dirk Finders                | 29. Juli 1985     | Deutschland            | Team Eddy Merckx-Indeland (2011) |
| Lars Haverals               | 20. Oktober 1994  | Belgien                | Neoprofi                         |
| Killian Michiels            | 7. Oktober 1994   | Belgien                | Neoprofi                         |
| Thomas Op 't Eynde          | 11. Januar 1989   | Belgien                | Neoprofi                         |
| Dominic Schils              | 7. Januar 1991    | Vereinigtes Königreich | Neoprofi                         |
| Kenn Simon                  | 2. Juni 1994      | Belgien                | Neoprofi                         |
| Matti Stiens (bis 31. Juli) | 16. November 1987 | Belgien                | Neoprofi                         |
| Dieter Uyttersprot          | 1. November 1988  | Belgien                | Neoprofi                         |
| Sean Van De Waeter          | 9. April 1991     | Belgien                | Neoprofi                         |
| Robin Venneman              | 11. Januar 1993   | Belgien                | Neoprofi                         |
| Laurent Wernimont           | 6. Juni 1994      | Belgien                | Neoprofi                         |
| Stagiaires                  | Stagiaires        | Nationalität           | Nationalität                     |
| Niels De Rooze              | Niels De Rooze    | Belgien                | Belgien                          |
| Félix Pouilly               | Félix Pouilly     | Frankreich             | Frankreich                       |